# Мельник Микола Ілліч (білоруський архітектор)
Микола Ілліч Мельник (28 квітня 1911, с. Сорока, тепер Іллінецький район Вінницької області — 4 вересня 1979)- білоруський архітектор.

## Біографія
Микола Ілліч Мельник народився 28 квітня 1911 року в селі Сорока (нині Вінницької області). У 1936 році закінчив Одеський інститут інженерів цивільного та комунального господарства. Працював архітектором у Вітебську, Молодечно. З 1960 по 1971 рік був викладачем у Молодецькій політехніці. Помер. 4 вересня 1979 року.

## Досягнення
Микола Мельник -член Спілки архітекторів СРСР з 1940 року.

## Творчість
Микола Мельник — автор проєктів невеликих багатоквартирних будинків (1936—1940), типового проєкту 8-квартирного будинку (1947), адміністративного будинку в Молодечно (1948, в авторському колективі).